# Maciço des Arves
O Maciço des Arves - Massif des Arves em francês - é um maciço que faz parte dos Alpes Ocidentais na sua secção dos Alpes do Dauphiné e se encontra nos departamento francês da Saboia, da  Isère e dos Altos-Alpes. O ponto mais alto é o Aiguilles d'Arves com 3.514 m.

## Situação
Composta por rocha metamórfica e rocha sedimentar, este maciço é muitas vezes associado às Grandes Rousses, e está rodeado a Sul pelo Maciço des Écrins, a Leste pelo Maciço des Cerces, e a Nordeste o vale do Rio Arc da Maurienne, a Cordilheira de Belledonne e o Maciço da Vanoise.